# Station Villiers-le-Bel - Gonesse - Arnouville
Station Villiers-le-Bel - Gonesse - Arnouville is een spoorwegstation aan de spoorlijn Paris-Nord - Lille. Het ligt in de Franse gemeente Arnouville in het departement Val-d'Oise in de region Île-de-France.

## Geschiedenis
Het station is op 1 juni 1859 geopend.

## Ligging
Het station ligt op kilometerpunt 14,759 van de spoorlijn Paris-Nord - Lille.

## Diensten
Het station wordt aangedaan door verschillende treinen van de RER D:
- Tussen Orry-la-Ville - Coye (soms Creil) en Melun via Combs-la-Ville
- Tussen Goussainville en Corbeil-Essonnes via Ris-Orangis.
- Tussen dit station en Corbeil-Essonnes via Ris-Orangis.

## Vorige en volgende stations
| Richting                         | Vorig station | Lijn  | Volgend station    | Richting                              |
| -------------------------------- | ------------- | ----- | ------------------ | ------------------------------------- |
| Creil D3 Orry-la-Ville - Coye D1 | Goussainville | RER D | Garges - Sarcelles | Melun D2 (via Combs-la-Ville)         |
| Goussainville D7                 | Goussainville | RER D | Garges - Sarcelles | Corbeil-Essonnes D6 (via Ris-Orangis) |
| Eindpunt D5                      | Eindpunt      | RER D | Garges - Sarcelles | Corbeil-Essonnes D6 (via Ris-Orangis) |